# Питт, Харриетт
Харриетт Пит (12 октября 1748 года — 10 декабря 1814 года) — британская актриса и танцовщица.

## Биография
Питт родилась в семье актрисы Энн Питт. В 1758 году она занималась декламацией. В её театральной карьере не было главных ролей, но она играла в театрах Друри Лэйн и Ковент-Гарден.
Её первым ребёнком был Джордж Сесил Питт (крещен 1767—1820), отцом которого был Джордж Андерсон. Джордж Сесил Питт стал музыкантом и был отцом драматурга Джорджа Дибдина Питта, который в молодости сделал имя Дибдин своим вторым именем в честь своего дяди, более позднего сына Харриетт.
Она установила отношения с Чарльзом Дибдином, у которого уже были дети от предыдущего брака, и вместе у них было четверо детей. Старшим из них был автор песен Чарльз Исаак Мунго Дибдин, родившийся в 1768 году. Следующая, дочь Харриетт, родилась в 1770 году и умерла в младенчестве. Другим сыном и автором песен был Томас Джон Дибдин, родившийся в 1771 году. Вторая дочь, известная также как Гарриет Питт (1772—1836), стала актрисой в театре Сэдлерс-Уэллс.
Харриетт родила Чарльза в Рассел Корт, Ковент-Гарден; он был назван в честь либреттиста своего отца Исаака Бикерстаффа и их персонажа Мунго дивертисмента под названием «Замо́к». Чарльз Дибдин дебютировал в театре вместе со своим младшим братом Томасом Джоном Дибдином в спектакле Дэвида Гаррика «Юбилей» в 1775 году. Вскоре после этого представления его родители развелись, и Чарльз изменил свою фамилию на Питт. Дэвид Гаррик был крестным отцом Томаса, и он присматривал за семьей, когда старший Чарльз Дибдин ушёл от Харриетт. Харриетт доверила воспитание своих детей своему дяде Сесилу Питту, и он отправил обоих мальчиков в школу-интернат в Барнард-Касл. Они оставались в школе даже во время каникул, и Томас вернулся домой только через пять лет.
Харриетт появилась в Театре Друри-лейн в 1770-х годах; тогда же она стала использовать псевдоним «миссис Давенетт». Под этим именем она получила постоянную работу в Ковент-Гардене в течение большей части 1780-х годов и до 1793 года.
Питт ушла на покой в 1793 году, и была похоронена рядом со своей матерью в 1814 году.